# Единна листа - червено-зелените
Единна листа – червено-зелените (на датски: Enhedslisten – De Rød-Grønne) е крайнолява социалистическа политическа партия в Дания.
Тя е основана през 1989 година със сливането на няколко малки комунистически и социалистически партии. На изборите през 2011 година партията получава най-добрия резултат в историята си, утроявайки местата си в парламента. През 2015 година получава 8% от гласовете и 14 депутатски места.
1. ↑  www.ft.dk